# Edward O'Kelley
Edward O'Kelley, né le 1er octobre 1857 à Harrisonville (Missouri) et mort le 13 janvier 1904 à Oklahoma City (Oklahoma).

## Biographie
Edward O'Kelley est le responsable du meurtre de Robert Ford. Il assassina ce dernier le 8 juin 1892, cherchant vraisemblablement à s'attribuer la gloire d'avoir vengé Jesse James de son meurtrier impopulaire.
Son arrière petite-nièce, Judith Ries, publie en 1994 Ed O'Kelley - The Man who Murdered Jesse James' Murderer  (Ed O'Kelley - L’Homme qui assassina l’assassin de Jesse James).

## Sources
- Judith Ries, Ed O'Kelley : The Man who Murdered Jesse James' Murderer, St. Louis, Mo.: Patches Publication, 1994, 119 p. (ISBN 978-0-934426-61-9 et 0-934426-61-9)